# 제조의 비밀

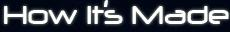

제조의 비밀(How It's Made)은 디스커버리 채널과 CTV 코미디 채널 그리고 사이언스 등에서 편성되고 있는 다큐멘터리 전문 텔레비전 프로그램으로, 2001년 1월 6일 최초로 편성되었다. 다만, 해당 프로그램은 캐나다의 퀘벡주에 속하고 있는 지역 방송사인 프로덕션 MAJ와 프로덕션 MAJ 2에서 편성되는 것으로 보인다. 또한 심슨 가족처럼 시즌제로 편성되는 것으로 알려져 왔으며 2001년 이래 시즌 32까지 편성되었고 총합 416편의 에피소드를 방영하고 있다. 세그먼트 당 5분, 에피소드 1편 기준 30분 정도 편성되는 원칙을 두고 있으며, 시즌 1~7 사이에는 480p 짜리의 표준 화질을, 시즌 8부터는 1080p 크기의 FHD 화질로 송출하여 방영된다. 그러나 skyTV 계열 채널과 문화방송에서는 우리가 몰랐던 제품의 탄생이라는 표제어를 달고 방영한 바 있었다.

## 같이 보기
- HowStuffWorks
- 우리가 몰랐던 놀라운 이야기